# Nedre Klovtjärnen
Nedre Klovtjärnen är en sjö i Ljusdals kommun i Hälsingland och ingår i Ljungans huvudavrinningsområde.